# Vinkelns tredelning
Vinkelns tredelning är ett klassiskt problem inom geometrisk konstruktion. Problemet består i att dela en vinkel i exakt tre lika stora vinklar med endast rätskiva och passare. Problemet bevisades vara olösbart i det allmänna fallet av Pierre Wantzel år 1837.  Wantzels bevis använder sig av idéer från Galoisteorin — tredelningen av en vinkel motsvarar lösandet av en viss kubisk ekvation, vilket inte alltid är möjligt med de angivna metoderna. Dock kan en allmän lösning tas fram om man tillåter andra verktyg än rätskiva och passare.

## Relation till liknande problem
Problemet härstammar från antikens Grekland och är nära besläktat med andra problem som även de använder sig av endast rätskiva och passare:
- Deliska problemet - Problemet går ut på att konstruera en kub som har dubbla volymen av en given kub.
- Cirkelns kvadratur - Problemet går ut på att med de givna verktygen rita en kvadrat med samma area som en given cirkel.

Även dessa problem visar sig vara olösbara.

## Regler för vinkelns tredelning
Många hävdar fortfarande att problemet är lösbart, men om man följer följande regler är det bevisat omöjligt att lösa problemet:
- Endast en rätskiva (det vill säga en omärkt linjal) och en passare är tillåtna hjälpmedel.
- Rätskivan får ej användas till att mäta längder eller rita markeringar på.
- Passaren används enbart till att rita cirklar runt en fix punkt.
- Passaren och rätskivan får ej användas till att skapa ett nytt verktyg eller en ny typ av kurva.

## En allmän tredelning finns inte
Det geometriska problemet kan kopplas till lösningen av ett algebraiskt problem genom att använda den trigonometriska identiteten {\displaystyle \cos(3\theta )=4\cos ^{3}(\theta )-3\cos(\theta ).}
En allmän tredelning finns inte eftersom vinkeln {\displaystyle \pi /3} ej kan delas. Notera att {\displaystyle 1/2=\cos(\pi /3)=\cos(60^{\circ })=\cos(3\cdot 20^{\circ })=}{\displaystyle 4\cos ^{3}(20^{\circ })-3\cos(20^{\circ })}. 
Om {\displaystyle y=\cos(20^{\circ })} medför det att {\displaystyle 4\cdot y^{3}-3\cdot y-1/2=0}. 
Genom substitution där vi sätter {\displaystyle x=2y} medför det att {\displaystyle (2y)^{3}-3\cdot (2y)-1=x^{3}-3\cdot x-1=0}. Denna ekvation kan ej lösas geometriskt enligt reglerna eftersom en lösning kräver egenskaper som de givna verktygen inte har.

## Vissa vinklar kan tredelas
Detta är en metod att dela vinkeln 90 grader i tre delar om 30 grader. 
Genom att utgå från vinkelns spets och rita en cirkel som skär vinkelbenen får vi punkterna B och D. Om vi, från dessa punkter, ritar en lika stor cirkel så får vi nu fram två nya skärningspunkter C och E. 
Eftersom samma mått på passaren använts hela tiden, har vi nu två liksidiga trianglar ABC och ADE. Dessa har därför vinkeln 60 grader vilket ger oss att vinklarna AEB, ACE och ACD är 30 grader vardera.

## Approximativa lösningar
Approximativ tredelning för praktiskt bruk, med passare och linjal, av en godtycklig vinkel upp till viss storlek är möjlig. Ett sätt har angivits av Tadeusz Ważewski (1896-1972). Konstruktionen avdelar från en vinkel {\displaystyle v}, vid dess vertex, en vinkel 
{\displaystyle t=\arctan \left(2{\frac {\sin {\frac {v}{2}}}{2+\cos {\frac {v}{2}}}}\right)}
med serieutvecklingen 
{\displaystyle t={\frac {v}{3}}+{\frac {v^{3}}{648}}+{\mathcal {O}}\left(v^{5}\right)}
En godtycklig vinkel {\displaystyle v} kan i teorin delas till önskat liten avvikelse från lika tredelning genom en iterativ process. Ty det går att skriva
{\displaystyle {\frac {1}{3}}={\frac {1}{4}}+{\frac {1}{16}}+...+{\frac {1}{4^{n}}}+{\frac {1}{3\cdot 4^{n}}}}
Först måste då vinkeln genom tre  bisektrisdelningar delas i fyra lika vinklar, var och en {\displaystyle {\frac {v}{4}}} stor.
Därefter delas på samma sätt den andra fjärdedelen i fyra lika delar, var och en {\displaystyle {\frac {v}{4^{2}}}} stor. 
Efter {\displaystyle n} delningssteg {\displaystyle (n=1,2,3...)} har erhållits en vinkel
{\displaystyle {\frac {v}{4}}+{\frac {v}{16}}+...+{\frac {v}{4^{n}}}}
med restfelet {\displaystyle {\frac {v}{3\cdot 4^{n}}}}.
Återstoden av ursprungsvinkeln delas så i två lika delar med bisektris.
Praktiskt användbar är metoden dock inte, trots den snabba konvergensen, eftersom allt mindre vinklar måste delas.
En del av de lösningar som presenteras av amatörmatematiker ger rätt goda approximationer av den riktiga tredjedelsvinkeln; ibland så goda att det på grund av mätfel är svårt att skilja dem från de exakta vinklarna, om man försöker genomföra konstruktionerna konkret på papper. Det klassiska problemet handlar emellertid om exakta lösningar i en idealiserad situation, där punkter saknar utsträckning, linjer saknar bredd, och inga småfel kan förekomma.

## Lösningar med andra metoder

### Arkimedes neusiskonstruktion
Arkimedes fann en allmän (exakt) lösning på problemet, om man tillåts använda en linjal med två märken, och tillåter en konstruktion där linjalen flyttas till dess att två givna märken på linjalen ligger på en viss linje respektive på en viss cirkel.
 I figuren är α = {\displaystyle \angle }BAE° en given (spetsig) vinkel, och β en konstruerad vinkel med storlek exakt ⅓α. Konstruktionen går kortfattat ut på att man ser till att vinkelns radie (r i figuren) är lika lång som avståndet genom de två märkena, och man sedan vrider och linjalen åt vänster, så att det ena märket ligger på linjen genom A och E, samtidigt som linjalen hela tiden går genom punkten B. När det andra märket ligger på cirkeln, drar man sträckan DB, som skär cirkeln i punkten C. Man kan nu visa att vinkeln γ = 2β, och att α = β+γ. Alltså är α = β+2β = 3β.
| Detaljer i konstruktionen och beviset |
| --- |
| Här följer beskrivningar av stegen i konstruktionen och beviset uttryckta på traditionellt sätt (i enlighet med Euklides Elementa). Observera att konstruktionen ger en exakt tredelning bara om alla storheter och steg är exakta, så att bland annat punkterna saknar utsträckning och linjerna är oändligt smala. (Det är de naturligtvis aldrig "i verkligheten", vilket antikens matematiker också visste. Skillnaden mellan Arkimedes lösning och diverse approximativa lösningar med bara passare och omärkt linjal är att Arkimedes lösning inte innehåller något inneboende fel, utan bara de oundvikliga felen när vi försöker efterlikna de ideala konstruktionerna i verkligheten; och att dessa fel blir mindre och mindre, ju nogrannare vi är.) Konstruktionen utgår från att vi har en given vinkel med spets i punkten A och två vinkelben. Man drar nu ut vinkelbenen till två linjestycken, så långt som det behövs. Man lägger linjalen längst ett vinkelben, med det ena märket i A, och avsätter punkten B vid det andra märket (som skall ligga på samma sida om A som det vinkelben man förlängde). Därefter använder man passaren för att rita en cirkel med medelpunkt i A och som går genom B. Den avslutande delen i konstruktionen, med linjen genom D, C och B, är den som inte alls kan genomföras med bara passare och omärkt linjal. Bevisdetaljer: Här visas först att båda vinklarna markerade β (alltså {\displaystyle \angle }CDA° och {\displaystyle \angle }CAD°) är lika stora, och att motsvarande gäller vinklarna markerade γ. Därefter visas likheterna γ = 2β och α = β+γ. - På grund av konstruktionen är sträckan DC lika lång som sträckan AB (och har alltså längden r). Detsamma gäller sträckan AB och sträckan AC (eftersom båda är radier i samma cirkel). Därför är trianglarna CDA och ACB likbenta. På grund av en basvinkelsats är därför också verkligen motsvarande vinklar lika stora, det vill säga, {\displaystyle \angle }CDA° = {\displaystyle \angle }CAD° och {\displaystyle \angle }ACB° = {\displaystyle \angle }ABC°. - Eftersom CB är en del av förlängningen av sidan DC i triangeln DCA, är {\displaystyle \angle }ACB en yttervinkel till triangeln ACD. Enligt yttervinkelsatsen är alltså denna vinkels mått summan av måtten för de övriga två vinklarna i triangeln. Med andra ord är verkligen γ = {\displaystyle \angle }ACB° = {\displaystyle \angle }CDA°+{\displaystyle \angle }CAD° = β+β. - På liknande sätt är {\displaystyle \angle }ABE en yttervinkel till triangeln ABD, och alltså mycket riktigt α = {\displaystyle \angle }ABE° = {\displaystyle \angle }ABD°+{\displaystyle \angle }ADB° = γ+β. |

### Fler lösningar
Problemet kan också lösas exempelvis med hjälp av Arkimedes spiral, eller medelst pappervikningsmatematik.